# Johnny & Associates
A Johnny & Associates japán szórakoztatóipari vállalat, melyet 1962-ben alapított Johnny Kitagawa. A cég korábban férfi előadók, úgynevezett „Johnnie-k” (ジャニーズ; Hepburn: Janīzu) menedzselésével és népszerűsítésével foglalkozott. A vállalat 1999-ben beperelte a Bugeinsundzsút, a Súkan Bunsun bulvárlap kiadóját, mivel az a Johnny & Associatesen belüli állítólagos szexuális visszaélésekről és kábítószerekre (alkohol és dohány) való kényszerítésekről közölt cikkeket. Egy alacsonyabb szintű bíróság először a tehetséggondozó javára döntött, 8,8 millió jenes kártérítést kiszabva annak, azonban az összeget fellebbezés után csökkentették; a felsőbb bíróság úgy határozott, hogy szexuális visszaélések megtörténtek, azonban az alkoholfogyasztással és a dohányzással kapcsolatos jelentések rágalmazóak voltak.
A botrányt követően 2023-ban a cég kettévált, a Smile-Up-ot azért hozták létre, hogy a szexuális visszaélés áldozatainak ügyével foglalkozzon, az előadók pedig az új Starto Entertainmenthez kerültek.

## Története

### 1962–1989

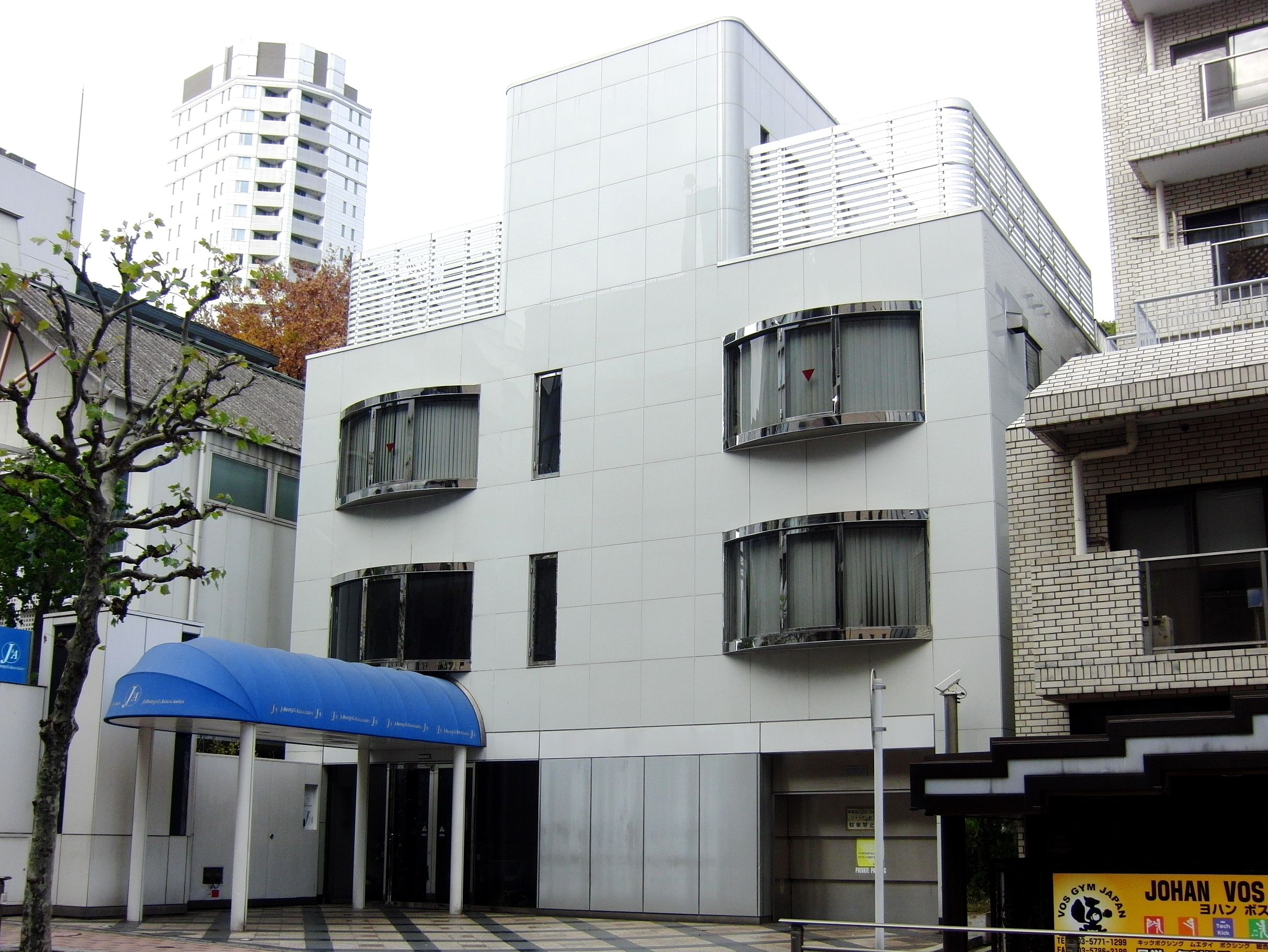
A Johnny & Associates székháza

1962-ben Johnny Kitagawa Johnnys néven megalapította az első fiúegyüttesét. Négy évvel később az ügynökség által létrehozott Four Leaves népszerű lett. Azóta Kitagawa számos sikeres előadót futtatott be, így például Kondó Maszahiko szólóelőadót, akinek az Orokamono (愚か者, ’Bolond’) című dala elnyerte az 1987-es Japan Record Awards fődíját, illetve a Hikaru Genjit, az első Johnny-csapatot, melynek három kislemeze az Oricon év végi eladási listájának első három helyén végzett (1988).

### 1990–2009
Az 1990-es évek alatt a Johnny & Associates elkezdte visszautasítani a Japan Record Awards- és a japán Filmakadémia jelöléseit, részben a 32. Japan Record Awardson az egyik zenei előadójuk zenei stílusa körül kialakult vita miatt. Egy másik okként merült fel az, hogy a jelölések versengéshez vezethetnek a Johnny-csapatok között, illetve a többi előadóval szemben.
1991-ben bemutatkozott a SMAP, televíziós és rádióműsorokat vezettek, reklámokban jelentek meg, illetve televíziós sorozatokban és filmekben szerepeltek. Az együttes 2003-ban megjelent Szekai ni hitocu dake no hana (世界に一つだけの花, ’Egy a világon egyik másikhoz sem hasonlítható virág’) című kislemezéből több mint 3 millió példányt adtak el és minden idők harmadik legkelendőbb kislemeze lett Japánban. Az ügynökség 1997-ben Johnny’s Entertainment néven megalapította a saját lemezkiadó vállalatát.
Két évvel később a Súkan Bunsun bulvárlap arról tett közzé egy szócikk-sorozatot, hogy a tehetséggondozók kamaszkorú fiú ügyfeleit szexuálisan bántalmazták és alkohol és dohány fogyasztására kényszerítették. A Johnny & Associates beperelte a magazin kiadóját, a Bungeishunjūt. 2002-ben a Tokiói Kerületi Bíróság 8,8 millió jenes kártérítést ítélt meg az ügynökségnek, a Bungeishunjū fellebbezést nyújtott be a Tokiói Legfelsőbb Bíróságon. A bíróság 1,2 millió jenre csökkentette a kártérítés összegét, és úgy határozott, hogy a szexuális kizsákmányolással kapcsolatos vádak igazak, de az alkoholfogyasztással és a dohányzással kapcsolatos jelentések rágalmazóak.
2006-ban az Oricon beperelte Ugaja Hiro újságírót, mivel az egy a Cyzo magazinban közzétett szócikkében azt állította, hogy az Oricon manipulálta a statisztikáit, hogy kedvezzen bizonyos menedzsmentcégeknek és lemezkiadóknak, legfőképpen a Johnny & Associatesnek. Ugaja az Oricon akcióját nyilvánosság részvétele elleni stratégiai pernek kiáltotta ki, a pert végül az Oricon ejtette.
2007-ben a Hey! Say! 7 ideiglenes Johnny’s Jr.-csapat 14,8 éves átlagéletkorral a valaha volt legfiatalabb átlag életkorú Oricon-listavezető fiúegyüttese lett. Ugyanebben az évben a tíztagú Hey! Say! JUMP lett a Johnny’s történelmének legtöbb tagot számláló együttese.

### 2010–2023
2010. november 10-én Kondó Maszahiko megkapta a legjobb énekteljesítményért járó díjat az 52. Japan Record Awardson, így Kondó lett az első olyan Johnny-előadó a Ninja (1990) óta, aki egy jelentős szakmai díjat vett át. A Johnny & Associates a 2011-es tóhokui földrengés és cunami után 18 koncertet mondott le vagy függesztett fel, köztük Jamasita Tomohisza és Tackey & Tsubasa előadásokat is. A vállalat generátorokat, teherautókat és 2000 liter (530 gallon) benzint adományozott a segélyműveletek segítéséhez.[forrás?]
Az ügynökség Marching J néven adománygyűjtési projektet indított a tóhokui földrengés károsultjainak megsegítésére; a projekt első eseményét 2011. április 1-je és 3-a között tartották meg. Az adománygyűjtésen a Hey! Say! JUMP, a SMAP, a Tokio, a KinKi Kids, a V6, az Arashi, a Tackey and Tsubasa, a NEWS, a Kanjani8, a KAT-TUN és a Johnny’s Juniors vett részt, melyek során beszélgettek és a cappella előadásokat adtak. A cég a tervei szerint egy éven keresztül havonta egy adománygyűjtést tartott volna. A következőt, egy baseballbajnokságot, melyen a Johnny’s Juniors tagjai is részt vettek, május 29-én tartották.
Kitagawa 2011. szeptember 18-án bekerült a Guinness Rekordok Könyvébe az egy személy által legtöbb slágerlista-vezető kislemez producereléséért (232), illetve az egy személy által legtöbb koncert (1974 és 2010 között 8 419) szervezéséért. Az általa szervezett koncertekre a becslések szerint 48 234 550 jegyet váltottak.
Kitagawa halála után unokahúga, Fudzsisima Julie Keiko lett a vállalat igazgatója.

## A vállalat átalakítása
A Kitagawa ellen felhozott szexuális visszaélések vádját követően Fudzsisima 2023 szeptemberében lemondott vezetői pozíciójáról és Higarasima Norijuki lett az elnök. A vállalat bejelentette, hogy két részre válik szét: a Smile-Up a szexuális visszaélések áldozatainak ügyével foglalkozik, a Starto Entertainment pedig átveszi a Johnny's előadóinak menedzselését.

## Korábbi előadói

### Csapatok
| Bemutatkozás | Év               | Tagszám | Vezér               |                                                                                  |
| ------------ | ---------------- | ------- | ------------------- | -------------------------------------------------------------------------------- |
| 1962         | Johnnys          | 4       | Maie Hiromi         | 1967-ben oszlott fel                                                             |
| 1967         | Four Leaves      | 5→4     | –                   | először 1976-ban oszlott fel. 2002-ben újra összeállt, 2009-ben ismét feloszlott |
| 1975         | Little Gang      | 2       | –                   | 1976-ban oszlott fel                                                             |
| 1982         | Sibugakitai      | 3       | –                   | 1988-ban oszlott fel                                                             |
| 1983         | The Good-Bye     | 4       | –                   | 1990-ben oszlott fel                                                             |
| 1985         | Sónentai         | 3       | Nisikiori Kazukijo  | –                                                                                |
| 1987         | Hikaru Genji     | 8→7     | Ucshiumi Kódzsi     | a Hikaru és a Genji a csapat alegységei volt. 1995-ben oszlott fel               |
| 1988         | Otokogumi        | 7→5→4   | –                   | 1993-ban oszlott fel                                                             |
| 1988         | SMAP             | 6→5     | Nakai Maszahiro     | 2016-ban oszlott fel                                                             |
| 1990         | Ninja            | 6→4     | –                   | 1997-ben oszlott fel                                                             |
| 1995         | V6               | 6       | Szakamoto Maszajuki | a 20th Century és a Coming Century a csapat alegységei                           |
| 2002         | Tackey & Tsubasa | 2       | –                   | az együttes tevékenységét szüneteltetik                                          |

### Szólóénekesek
| - Gó Hiromi (1971–1975) - Aoi Terujosi (1973–1976) - Tojokava Dzso (1975–1979) - Kavaszaki Majo (1976–1989) - Hikaru Ippei (1980–?) - Nakamura Sigeyuki (1982–1993) | - Aojama Nobuhiro - Mijosi Keiicsi (1982–1991) |

### Együttestagok
| - Johnnys - Maie Hiromi (1962–?) - Iino Oszami (1962–1968) - Nakatani Rjó (1962–?) - Aoi Teruhiko (1962–1967) - Four Leaves - Kita Kódzsi (1966–1989) - Aojama Takasi (1966–1978) - Egi Tosio (1966–?) - Orimo Masao (1966–?) - Nagata Eidzsi (1966–1977) - Shibugakitai - Jakumaru Hirohide - Fukava Tosikazu - Motoki Masairo - Otokogumi - Narita Sodzsi - Takahasi Kazuja - Maeda Kójó - Hikaru Genji - Ószava Mikio (1982–1994) - Morohosi Kazumi (1984–1994) - Szató Hirojuki (1983–1994) - Jamamoto Dzsunicsi (1986–2002) - Akaszaka Akira (1987–2007) | - SMAP - Mori Kacujuki (1987–1996) - Inagaki Goro (1987–2016) - Kuszanagi Cujosi (1987–2016) - Katori Singo (1988–2016) - Tokio - Kodzsima Hiromu (1990–1994) - KAT-TUN - Tanaka Kóki (1998–2013) - Akanisi Dzsin (1998–2014) - Tagucsi Dzsunnoszuke (1999–2016) - NEWS - Kuszano Hironori (2001–2008) - Moriucsi Takahiro (2001–2003) - Hey! Say! JUMP - Morimoto Rjútaró (2004–2011) |

## Fordítás
- Ez a szócikk részben vagy egészben  a   Johnny & Associates című angol Wikipédia-szócikk ezen változatának fordításán alapul.  Az eredeti cikk szerkesztőit annak laptörténete sorolja fel. Ez a jelzés csupán a megfogalmazás eredetét és a szerzői jogokat jelzi, nem szolgál a cikkben szereplő információk forrásmegjelöléseként.